# Bulwer Island
Bulwer Island är en ö i Australien. Den ligger i delstaten Queensland, omkring 12 kilometer nordost om delstatshuvudstaden Brisbane.
Runt Bulwer Island är det i huvudsak tätbebyggt. Runt Bulwer Island är det tätbefolkat, med 819 invånare per kvadratkilometer. Genomsnittlig årsnederbörd är 1 434 millimeter. Den regnigaste månaden är januari, med i genomsnitt 283 mm nederbörd, och den torraste är oktober, med 22 mm nederbörd.